# Miriam Fletcher
Miriam Fletcher (Santiago, Chile, 9 de noviembre de 1934-Isla de Margarita, 6 de septiembre de 2013) fue una periodista, productora de radio, cine y televisión venezolana.

## Labor Profesional
Fletcher estudió periodismo en la Universidad Central de Venezuela, donde se graduó en 1958. Empezó en el mundo de las comunicaciones en ARS Publicidad, como secretaria privada de Carlos Eduardo Frías, entre 1957 y 1961.
En 1958 fundó, junto a Ariel Severino, el grupo teatral "El Nuevo Grupo" de Alberto de Paz y Mateos.
Fue columnista del diario El Mundo durante 30 años. En su columna "El Mundo que yo veo" hacía una descripción diaria de los personajes y eventos de la época y, gracias a ella, fue considerada un símbolo del periódico de los años 1960 en Venezuela.
A partir de 1961 incursionó en la televisión como copresentadora del programa Nosotras Las Mujeres, por RCTV. También se desempeñó como asistente de producción para varios programas de la misma emisora tales como "El Show de Renny" y "Renny Presenta". De su relación laboral con Renny Ottolina en la televisión, comienza a trabajar con la Fundación para la asistencia social de la Policía Metropolitana de Caracas, FUNDAPOL, en donde trabajó como vicepresidenta encargada del área de medios y relaciones institucionales, asistiendo a Renny Ottolina quién era presidente de esa institución. En el cine fue productora asociada para la película "La Epopeya de Bolívar", en 1969, bajo la dirección de Alessandro Blasetti. También realizó la producción en programas de radio de temática cultural para Radio Suave, entre 1977 y 1984.
Trabajó como directora de relaciones públicas y publicidad del Teatro Teresa Carreño entre los años 1985 y 2000. A su retiro del Teatro Teresa Carreño fue contratada por El Sistema  de Orquestas Infantiles y Juveniles de Venezuela y la Orquesta Sinfónica Simón Bolívar como directora de relaciones públicas y publicidad hasta 2004.